# Lac Chibougamau
Pour les articles homonymes, voir Chibougamau (homonymie).
Le lac Chibougamau est un plan d'eau douce de la ville de Chibougamau, dans la région administrative du Nord-du-Québec, au Québec, au Canada. De 1929 à 1942, on y trouve un poste de traite de la Compagnie de la Baie d'Hudson. 

## Géographie
Couvrant une superficie de 206 km2, le lac Chibougamau est situé à une dizaine de kilomètres au sud-est de la ville du même nom, à 5,9 km à l'est du sommet de la montagne de la Tour (644 m d'altitude) et à 185 km au nord-ouest du lac Saint-Jean. D'une longueur de 35 km (dans le sens nord-sud) et de 15,2 km en largeur maximale, ce lac constitue la source de la rivière Chibougamau.
Îles
D'une forme irrégulière, le lac Chibougamau est parsemé de plusieurs dizaines d'îles dont les principales sont : Marguerite, Tommy, Boulder, des Commissaires et Merrill. Les îles secondaires sont : Okay, Refuge, Gordon, Dewar, Scott, Angover, Breakwater, Mermaid, Annie, Lorenzo, Rodolphe, Arthur, Line Phony, Bark Letter, du Graphite, de Granite, Shatter, LabourDay, Lookout, Sioui, Stanislas, Needle, Martine, Françoise, du Gabbro, Eugène, Henry, Last, Alphonse, Yvonne, Boulder et Take it Easy.
Principales baies
Autour du lac, les principales baies sont (en ordre dans le sens horaire, à partir du nord) : de la Magnétite, Bag, des îles, Finger, Nepton, du Club, Girard, Sunday, Poitevin, Dufresne, Corner, Line, Troisième baie, Deuxième baie, Première Baie, Inlet, Dulieux, Queylus, Anse aux Navets, Bug-in-a-Rug, du Commencement, de l'Hématite, Machin, Valiquette, de l'Ours, Cedar, du Portage.
Dans ses écrits, l'explorateur Henry O'Sullivan signale la douce déclivité des rives du lac, interrompue au nord par les monts "du Sorcier", Paint et Cummings. En 1895, cet explorateur indique que le "lac Shabokoma" aurait « une longueur totale de 42 milles, étendue d'eau quelque peu surprenante pour être restée inconnue jusqu'à ce jour. »
Principaux affluents
Les principaux affluents du lac Chibougamau sont :
Côté nord :
- rivière France qui se déverse au fond de la baie McKenzie de la rive nord du lac ;

Côté est :
- rivière Nepton qui se déverse dans la baie Nepton ;
- rivière Armitage  qui coule vers le nord, du côté est du lac ; elle se déverse dans la Baie Girard;

Côté sud
- rivière Énard, drainant le lac Inlet et se déversant dans la baie Inlet ;

Côté ouest
- rivière Blondeau, venant de l'ouest qui se déverse dans la baie McKenzie ;

Embouchure
L'embouchure du lac est située sur la rive Ouest, au fond de la baie du Commencement. Les eaux traversent la chute Rainbow à l'embouchure du lac (soit entre l'extrémité nord-est de la péninsule Gouin et l'extrémité Sud-Ouest de l'île du Portage). De là, le courant se dirige vers le sud-ouest en traversant la baie Nord-Est du lac aux Dorés dont le courant descend à son tour vers le sud-ouest par un court passage sous le pont de la Pointe Machin. Ce dernier lac est connexe (côté sud-ouest) au lac Chibougamau. Le lac aux Dorés est séparé du lac Chibougamau par la péninsule Gouin. L'embouchure du lac aux Dorés est située au sud-Ouest au fond de la baie Malouf.
Le hameau Obalski est situé au sud du lac Chibougamau, le long de la voie ferrée.

## Toponymie
En 1831, l'arpenteur Joseph Bouchette utilise les appellations "Utsissagomo" et "Vomiting Lake" pour désigner ce grand plan d'eau. Confirmé dès 1870, la présence de ressources minérales soulève l'intérêt dans la région. En parallèle, au XIXe siècle, les activités récréotouristiques, notamment la chasse et la pêche, sont mis en valeur.
En 1871, l'arpenteur Walter McOuat note : « Nous n'avons rien vu de semblable aux schistes chlorités des lacs Chibogomou et Wakinitchee [Waconichi] ». En 1907, Joseph Obalski, inspecteur des Mines du Québec, utilise la graphie actuelle Lac Chibougamau. L'orthographe actuelle du lac figure dans le Dictionnaire des rivières et lacs de la province de Québec (1914 et 1925).
Dans l'histoire, la graphie du lac a connu plusieurs variantes : Shabagamog, Shabugama, Shibogama, Shobokoma, Chibougamou, Chibogamo, Shobogoma, Chibougamoo, Shabogama, Chibiogouma. Le toponyme lac Chibougamau a été officialisé le 5 décembre 1968 à la Banque des noms de lieux de la Commission de toponymie du Québec.

## Histoire

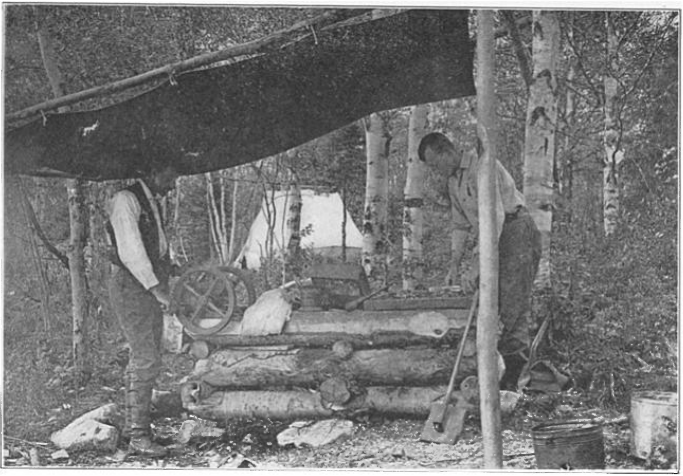
Le professeur Gwillim et M. Bateman, travaillant â l'atelier d'échantillonnage de la Pointe-aux-Bouleaux, 1910

### Exploitation minière

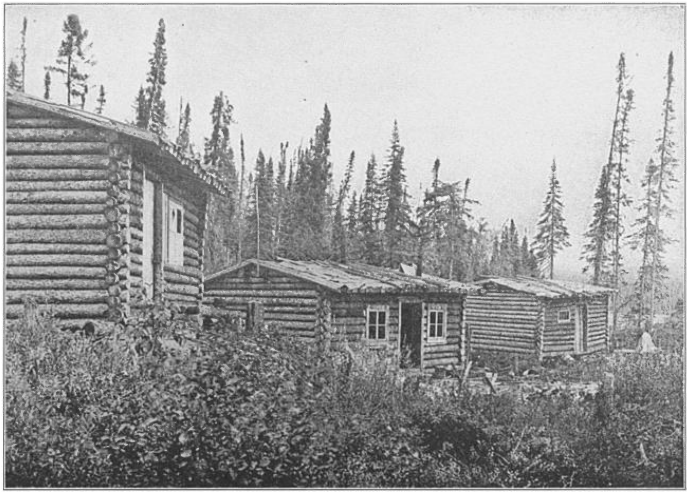
Campement du capitaine Machin, Petite décharge du lac Chibougamau, vers 1910.

James Richardson y découvre en 1857 des indices de minerais dans les environs de la « Paint Mountain ». Publié en 1870, son rapport pour la Commission géologique du Canada évoque le potentiel minier de la région. D'autres explorations, comme celle d'Albert Peter Low en 1892, confirment le potentiel minier du secteur. En 1903, le prospecteur Peter McKenzie découvre du minerai de cuivre sur l'île du Portage. C'est sous son impulsion et celle de l'ingénieur français Joseph Obalski que commence la prospection intensive en vue de l'exploitation des ressources. Dès 1909, le gouvernement provincial débloque des fonds pour la construction d’un chemin de fer reliant Saint-Félicien au secteur, et crée la Société minière de Chibougamau. En 1910, son premier président, James Barlow, conclut que le potentiel minier est insuffisant pour justifier les coûts de la construction d'une voie ferrée. Le rapport Barlow et le déclenchement de la Première Guerre mondiale en 1914 ralentissent les projets d'exploitation minière dans le secteur. L'après-guerre marque le retour de la prospection intensive et le début de l'exploitation des ressources minières dans la région du lac Chibougamau. Cette exploration et cette prospection mèneront à la constitution d'un campement minier, qui deviendra en 1954, la Ville de Chibougamau.

### Poste de traite du lac Chibougamau

#### Le dépôt de vivres

Route canotable entre Oskélanéo et le lac Chibougamau, 1929.

Avec l'ouverture d'une route d'hiver entre Saint-Félicien et le lac Chibougamau, à l'hiver 1909-1910, la Compagnie de la Baie d'Hudson (CBH) aménage un dépôt de marchandises au lac Obatogamau. Le dépôt est à l'époque sous la surveillance d'un employé et il y est possible d'y échanger des fourrures.  Dès 1914 toutefois, celui-ci est relocalisé sur la rive sud du lac Chibougamau. L'objectif est de faciliter le transport de marchandises entre la Pointe-Bleue et le poste de traite du lac Mistassini. Le dépôt du lac Chibougamau est ravitaillé par des engagés Innus l'hiver. Des brigades de canots manœuvré par des Cris prennent alors le relais et assurent le transite des marchandises jusqu'au lac Mistassini. Dès 1914, Alexander S. Ritchie est nommé responsable du dépôt. Celui-ci entretient de bonnes relations avec la communauté cris locale et l'aménagement du dépôt attire d'ailleurs plusieurs familles cris à fréquenter ce lieu plutôt que de se rendre jusqu'au poste de traite de Mistassini. 

#### Le poste de traite
Bien que récemment ouverte, au cours de la décennie 1910, la route d'hiver reliant les lacs Chibougamau et Mistassini à Saint-Félicien est délaissée avec l'arrivée du chemin de fer en Haute-Mauricie. L'ouverture d'une station de train à Oskélanéo modifie le réseau d'approvisionnement des postes de traite et la route des prospecteurs. Les brigades de canots rallient dorénavant Oskélanéo et le dépôt du lac Chibougamau devient un point pivot de cette nouvelle route des fourrures. Le déclin du réseau de la fourrure de la rivière Rupert au même moment, ainsi que la montée en importance de la route d'Oskélanéo, poussent la CBH à ouvrir un véritable poste de traite au lac Chibougamau. En 1929, le dépôt est relocalisé à la péninsule Gouin et un vrai poste de traite est organisé. Alexander Ritchie demeure le gérant de l'établissement, qui compte maintenant un magasin, un entrepôt et une maison.  
En 1941, Ritchie, malade, se retire. À la même période, l'activité minière dans le secteur cesse presque entièrement en raison de la guerre. Ce déclin des activités pousse dès 1942 la CBH à fermer définitivement le poste de traite. 

#### La bande de Chibougamau
L'ouverture du poste de traite pousse de nouvelles familles de chasseurs cris à s'établir dans le secteur. Certaines familles proviennent du lac Mistassini et de Waswanipi, mais certaines sont même originaires de Fort Rupert et de Némiscau. D'anciens membres de la brigade de canots de la rivière Rupert s'y installent et continuent d'œuvrer au sein de la brigade d'Oskélanéo. L'année suivant la fermeture du poste, la bande de Chibougamau se scinde en deux et se rapproche du campement de prospecteurs qui s'est formé dans le secteur depuis les années 1930 et qui deviendra la ville de Chibougamau. Une partie de la communauté cris s'installe à la baie des Cèdres, au Lac aux Dorés. Les autres s'y installe sur la Pointe Campbell.  
En 1992, les membres de la bande de Chibougamau formeront le village d'Oujé-Bougoumou. 

## Dans la culture
L'époque de la prospection autour du lac Chibougamau est évoquée dans le roman L'Appel du Chibougamau, de Larry Wilson.
Le récit de Frederick G. Pauli intitulé A Record Of A Trip Through Canada's Wilderness To Lake Chibogamoo And To The Great Lake Mistassini, publié en 1907, relate une expédition en canot de Saint-Félicien vers les lacs Chibougamau et Mistassini.